# آرامگاه حاجیه معصومه
مقبره حاجیه معصومه مربوط به اوائل دوره صفوی است و در راور، خیابان گلزار، محله کنج غربی واقع شده و این اثر در تاریخ ۲۷ مرداد ۱۳۸۲ با شمارهٔ ثبت ۹۵۶۴ به‌عنوان یکی از آثار ملی ایران به ثبت رسیده است.